# 大开掘

波士顿公路系统在中央动脉隧道工程竣工前后对比图

中央动脉隧道工程（英語：Central Artery/Tunnel Project，缩写为CA/T），民间普遍称之为大开掘（英語：The Big Dig）。该大型工程位于波士顿，在重新规划中穿过城市心脏的93号州际公路（I-93）主动脉公路段，建设了1.5英里（2.4） 小托马斯·菲利普·“提普”·奥尼尔隧道代替原有的高架路段，并在高架路段原址上建设了罗斯·肯尼迪绿道。除此之外，大开掘工程建设了泰德·威廉斯隧道，将马萨诸塞州收费公路延伸至洛根将军国际机场。还在查尔斯河上建设了伦纳德·保罗·扎基姆邦克山纪念大桥。最初规划还包括贯通波士顿南北火车站的链接隧道。工程规划于1982年开始，1991年至2006年间施工。工程实际交付日期为2007年12月31日，该项目经理与马萨诸塞州收费公路管理局之间的合作到此结束。
大开掘是美国最昂贵的高速公路项目，该项目深受诟病，成本超支、施工延误、施工泄漏、设计缺陷、执行力差、使用劣质材料、以及逮捕罪犯并造成一人死亡。工程最初计划于1998年完工，当时预计造价为28亿美元。（由于通货膨胀，截至2006年调整为60亿美元）。然而，工程最终于2007年竣工，截至2006年花费超过146亿美元（相当于1982年的80.8亿美元），超过预计成本的190%。 波士顿环球报预计，算上利息，工程最终将耗费220亿美元，于2038年还清贷款。对于工程造成的一宗死亡個案和其他设计缺陷，工程监督比奇特尔公司和栢誠集團同意支付4.07亿美元的赔偿金，其他小公司同意赔偿总计5100万美元。
罗斯·菲茨杰拉德·肯尼迪绿道长约1.5英里（2.4），由一连串公园和公共空间组成，在大开掘工程中将93号州际公路深埋后的最后工程一个部分。2004年7月26日正式以罗丝·肯尼迪为绿道命名，以表示对这位肯尼迪家族女家长的纪念。

## 起源

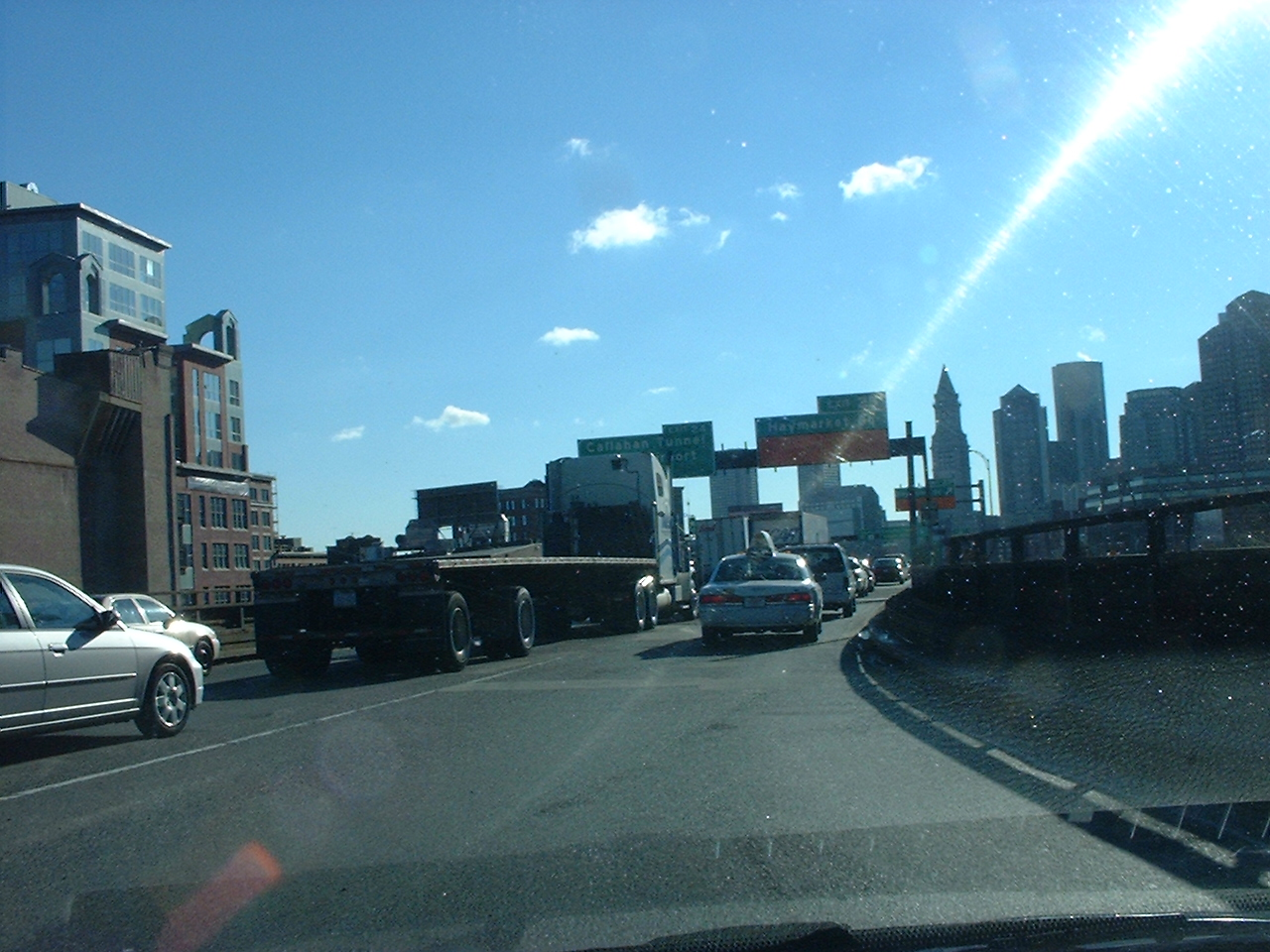
2003年非上下班高峰时中央动脉高架上的交通拥堵

波士顿错综复杂的街道远在汽车被发明之前就形成了。30年代早起，波士顿城市规划委员会建议修建一条从南到北贯穿波士顿市中心的高架高速公路，以便将车流快速引导至城外。公共工程专员威廉·卡拉汉提议在市中心和海滨区之间建造高架高速，并且最终得以开工建造。50年代，州长约翰·沃尔普请求将中央动脉的最后一段改至地下，与杜威广场隧道相连。尽管交通状况有所缓解，但是还是有很多问题遗留下来。I-93这条双向6车道州际高速公路，交通缓慢且拥堵，正如皮特·西格蒙德所形容的“这条高速就像一个漏斗，塞满了亦或缓慢行驶亦或完全停止的汽车和摩托车。”
1959年，这条2.4千米的路段日均通行车辆多达7.5万辆，到90年代后，每天有超过19万辆车通行。预计2010年每日拥挤时间长达16小时。
高速公路不仅有急转弯，还有大量的没有并车道的汇入和驶离匝道。几十年过去后，越来越繁重的交通压力大大超出了道路设计容量。当地企业希望交通得到缓解，城市领导人也希望将海滨区重新纳入城市。这条高架高速由于支架整体涂为绿色，被市长湯瑪斯·曼尼諾称作波士顿的“绿色怪物”，市民们也希望这个丑陋的绿色怪物能够被拆除。
 麻省理工学院工程师比尔·雷诺兹和最终成为国家运输部长的弗雷德里克·萨尔乌奇一同策划了这个将整个高速搬至地下的工程。

### 交通交汇
这条高速全天候拥堵的主要原因在于，中央大动脉不仅承载全部的南北方向车流，还有波士顿东西方向来往I-90州际高速的车辆。波士顿洛根国际机场在波士頓灣东侧，大开掘项目规划之前，从市中心前往机场只能通过卡拉汉隧道和萨姆纳隧道。波士顿西侧车流主要来自于马萨诸塞州收费高速I-90和斯多柔沿河大道，他们大多需要途经中央动脉高速前往这两条机场隧道，这使得街道上挤满了车，增加了城市拥堵。

### 大众运输
大开掘环境减缓规划包含数个公共交通项目，最昂贵的莫过于在堡点隧道下建造快捷公交银线二阶段隧道。银线公交目前途径此隧道和泰德·威廉斯隧道往返于波士顿南站和洛根机场。 
截至2019年，规划中的绿线莱希米尔站之后的延长线、红线和蓝线地铁换乘车站和恢复绿线到阿博维站的工程均未兑现。绿线延长线项目已经开始施工。红线和蓝线地铁换乘站正在进行初步设计，但是项目资金暂时未有着落。 绿线阿博维服务恢复计划于2011年被否决。
最初的大开掘规划还包括南北铁路连接工程，意在将波士顿南站及北站两座重要火车站连接在一起。该项目在麥可·杜卡基斯在任期间被国家交通部否决。隧道内行驶柴油机车需要更强大的通风系统，增加工程预算。与政府协商后，最终达成共识将新海港隧道挖得更深，增加机械通风，拓宽车道。与之相对应的，地下不再有更多空间留给铁路隧道。

## 早期规划
波士顿交通规划审计于70年代通过了深埋中央动脉高速项目。商业代表们更加顾虑开往爱德华·劳伦斯·洛根将军国际机场的隧道，极力推动在海港修建第三座隧道。时任州长麥可·杜卡基斯和弗雷德里克·萨尔乌奇将两个项目合并在一起，使项目能够同时为城市与商界共同支持。
大开掘正式开始规划始于1982年，环境影响研究开始于1983年。在游说联邦资金达多年之后，1987年美国国会通过大开掘公共工程法案拨款筹集资金，但时任总统罗纳德·里根以造价昂贵为由否决了此法案。国会再次就法案表决，将总统的否决推翻之后，大开掘项目一路亮绿灯，于1991年破土动工。
1997年，州立法机构创立马萨诸塞州公路系统，马萨诸塞州公路部门和马萨诸塞州州长办公室将中央动脉和中央大动脉隧道工程职责移交给马萨诸塞州收费高速管理局（英語：Massachusetts Turnpike Authority）。
马萨诸塞州收费高速管理局对管理和承接如此大规模的项目没有什么经验，聘请合资企业提供初步设计、管理工程设计顾问和建筑承包商、跟踪项目资金及进度、提供项目建议并作为管理局的发言人。最终，收费高速管理局将其部分雇员与合资公司组合在一起，成立了单独项目组织。这项举措本是为了使管理更加高效，然而由于收费高速管理局与合资公司在项目中成为伙伴后，阻碍了其独立监督项目活动的能力。